# ابرشتات
ابرشتات (به آلمانی: Eberstadt) یک شهر در آلمان است که در هایلبرون واقع شده‌است. ابرشتات ۳٬۲۲۱ نفر جمعیت دارد.

## خواهرخوانده
شهر مونته‌سودایو خواهرخواندهٔ ابرشتات است.